# Hastulopsis elialae
Hastulopsis elialae is een slakkensoort uit de familie van de Terebridae. De wetenschappelijke naam van de soort is voor het eerst geldig gepubliceerd in 1994 door Aubry.